# نيم تشيب
نيم تشيب (بالإنجليزية: Namecheap) هو ويب مجال استضافة دومينات(نطاقات) المواقع في الانترنت الشركة التي تبيع أيضا الأعمال الإلكترونية البرمجيات والخدمات ذات الصلة  وهي أيضا شركة استضافة مواقع ، ومقرها في فينيكس ، أريزونا . تدير الشركة أكثر من 10 ملايين نطاق.

## التاريخ
تأسست شركة نيم تشيب على يد ريتشارد كيركندال في عام 2000 ويقع مقرها الرئيسي في مدينة لوس أنجلوس بولاية كاليفورنيا الأمريكية.
في نوفمبر 2010 ، تم التصويت عليه كأفضل مسجل اسم نطاق في استطلاع Lifehacker . مرة أخرى، في سبتمبر 2012 ، تم التصويت عليها كـ «مسجل أسماء النطاقات الأكثر شعبية» في استطلاعات Lifehacker.
في مارس 2013 ، أعلنت شركة نيم تشيب أنه سيتم قبول Bitcoin كوسيلة للدفع.
في مايو 2014 ، تم إخطار شركة نيم تشيب بسبب خرق اتفاقية اعتماد المسجل مع ICANN.
في يوليو 2018 ، واجهت شركة نيم تشيب مستخدمي بعض نطاقات .co.uk أو .uk أو .de ، الذين لم يتمكنوا من نقل وتسجيل نطاقات الويب الخاصة بهم.

## الدعوة لمكافحة SOPA
بعد أن تسبب موقف Pro-SOPA للمسجل الرئيسي GoDaddy في نداءات ضخمة لمقاطعة GoDaddy على Reddit ، أعلنت نيم تشيب يوم تحريك النطاق الخاص بك في 29 ديسمبر 2011 ، تقدم سعر مخفض مع رمز القسيمة "SOPASucks" وتعلن أنها ستتبرع $ 1 من كل نقل النطاق إليه إلى مؤسسة Electronic Frontier . في عام 2018 ، أعادت شركة نيم تشيب إطلاق يوم مجالك لزيادة الوعي بحيادية الإنترنت.
في وقت لاحق، اتهمت شركة نيم تشيب GoDaddy بانتهاك قواعد ICANN ، مما تسبب في حدوث تأخير في عمليات نقل النطاق من GoDaddy إلى نيم تشيب،  وهو ادعاء شككت GoDaddy به.

## دعم حيادية الإنترنت
شركة نيم تشيب هي من مؤيدي حركة حيادية الإنترنت (Net Neutrality) وقد تبرعت بأكثر من 300,000 دولار في السنوات الأخيرة لمؤسسة Electronic Frontier Foundation و Fight for the Future لدعم حقوق الإنترنت والحرية.

## روابط خارجية
- الموقع الرسمي